# Рыбопропускные сооружения
Рыбопропускны́е сооруже́ния — сооружения на дамбах и плотинах, служащие для обеспечения естественной миграции рыб по реке.

## Классификация
Рыбопропускные сооружения подразделяются на две основные группы: сооружения для самостоятельного прохода рыбы через преграды — рыбоходы и сооружения для перемещения рыбы — рыбоходные шлюзы и рыбоподъёмники.
Большинство рыбоходов сделаны в виде длинных пологих каналов, это даёт возможность рыбе перебраться на другую сторону препятствия путём скатывания (при движении вниз по течению) или перепрыгивания (при движении вверх по течению) через относительно невысокие препятствия. Скорость течения воды в таких каналах должна быть достаточной, чтобы увлечь рыбу вниз, но невысокой, позволяющей рыбам продолжить путь вверх по течению. Различают рыбоходы лотковые, прудковые и лестничные. Прудковые рыбоходы представляют собой ряд бассейнов, соединённых между собой короткими каналами, обычно их устраивают в обход плотины. Лестничные рыбоходы делаются в виде ряда бассейнов, разделённых невысокими перегородками. При движении вниз рыба постепенно снижается, переходя из одного бассейна в другой. При движении вверх рыба без труда перепрыгивает через невысокие перегородки в расположенный выше бассейн.
Рыбоходные шлюзы по принципу работы сходны с судоходными шлюзами. Они требуют большого расхода воды, пропускная способность их относительно невелика.
Рыбоподъёмники осуществляют подъём рыбы в специальных наполненных водой камерах. Их работа похожа на работу лифта. Они удобны для высоких плотин. Например, на реке Коннектикут в штате Массачусетс лифтовый рыбоподъёмник за год переносит через плотину более 500 тысяч рыб.
Также спуск или подъём рыб может осуществляться через судоходные шлюзы.

## История
Появившиеся на реках плотины нарушили процессы естественной миграции рыб. Например, идущие на нерест осетровые и лососёвые рыбы из морей поднимаются в верховья рек, а их подросшие мальки скатываются вниз по течению в моря. Напротив, речной угорь на нерест движется из пресных водоёмов в Саргассово море. Для сохранения поголовья ценных рыб на плотинах и дамбах делались рыбопропускные сооружения.
Первые письменные сообщения о рыбопропускных сооружениях относятся к XVII веку (Франция). В 1837 году Ричард Макфарлан запатентовал рыбоподъёмник. В 1852—1854 годах был построен рыбоподъёмник в Ирландии для пропуска лосося в реку. Со временем рыбопропускные сооружения стали крупнее и эффективнее.

## Галерея
- Рыбоход на реке Колумбия в США.
- Рыбоподъёмник
- Нижняя часть рыбохода на реке Дарт в Великобритании.
- Рыбоход на реке Мейзе в Нидерландах.
- Рыбоход Бонневильской плотины на реке Колумбия в США.
- Небольшой рыбоход на реке Оттер в Великобритании.
- Рыбоход на ручье Лососёвом в штате Монтана США.